# 林登 (伯恩州)
林登是瑞士的城鎮，位於該國中西部，由伯恩州負責管轄，面積13.23平方公里，海拔高度916米，2011年人口1,314，七成半人口信奉基督教，人口密度每平方公里99人。